# 克里斯·科尼
克里斯·科尼（Christopher "Chris" Coyne，1978年12月20日—）是前澳大利亚足球运动员，司职后卫，现在为澳大利亚球队珀斯光荣青年軍教練。

## 俱乐部生涯

### 早期生涯
科尼在澳大利亚球队珀斯SC开始足球生涯。1996年1月，他以2万英镑的身价加盟英格兰足球超级联赛球队西汉姆联。在西汉姆联队的三年半时间中，他只为西汉姆联出场一次，并在1998年和1999年先后被租借到低级别球队布伦特福德和绍森德锻炼。
2000年3月，科尼自由转会到苏格兰足球超级联赛球队邓迪，并在8月份首次代表球队出场。在2000-01赛季中，他在各项比赛中总共为邓迪队出场28次，其中联赛出场20次。

### 卢顿
2001年，英格兰丙级联赛(第四级别)球队卢顿以50万英镑的价格买入科尼。虽然他在第一次联赛亮相中打进一个乌龙球，但仍然凭借稳定的表现占据了球队首发位置，除了在01年12月因膝盖韧带受伤错过几场联赛外，他在整个赛季出场31次，帮助卢顿获得队史最佳的12连胜纪录并最终以第二名的成绩升级到英格兰乙级联赛(第三级别)。
科尼在随后两个赛季仍然是球队不可缺少的主力球队，总共为卢顿出场接近100次，并在2004年5月接受球队的开价，和卢顿续约两年。卢顿在获得甲级联赛冠军(2004年乙级联赛更名为甲级联赛)，科尼的表现更是可圈可点，整个赛季联赛出场44次 ，不但在四月份当选为该月联赛最佳球员，而且还入选赛季英甲联赛最佳阵容。
但在随后的赛季科尼却受到伤病的困扰，最终在2006年4月接受手术治疗，提前告别2005-06赛季。2006年8月，科尼再次和卢顿续约三年，并当选为球队的新队长。但由于膝伤复发，他在10月份再次接受手术 ，直到后半赛季才复出。2007-08赛季，卢顿因被要求债务重组而被监管。为了解决球队的财政困难，卢顿在2008年1月以35万英镑的价格将科尼卖给英格兰足球冠军联赛球队科尔切斯特联，这个价格也创下科尔切斯特联的球会纪录。

### 离开卢顿后
虽然科尔切斯特联主教练对科尼寄以厚望，但科尼仍然无法帮助球队在当赛季保级，科尔切斯特联以联赛最后一名的成绩降入甲级联赛。虽然在2008-09赛季他被任命为球队队长，但由于国家队比赛、受伤、教练的更换等原因，他无法在球队保证主力位置。2009年7月，他和科尔切斯特联解除合同。随后科尼回到澳大利亚，加盟珀斯光荣。
2010年1月，科尼来到中国，接受中国足球超级联赛球队山东鲁能的试训，但没有获得山东队的合同，后来转而租借加盟辽宁宏运。他在2010赛季中超联赛出场20次，赛季结束后回归珀斯光荣。

## 国家队生涯

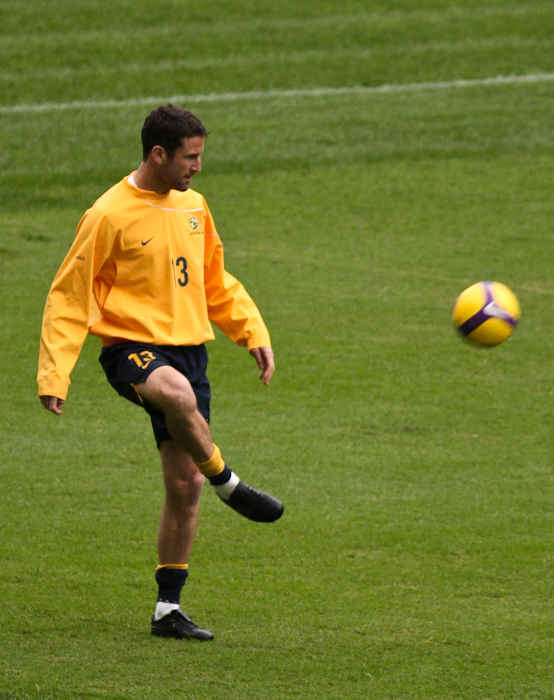
科尼在国家队的训练

2008年6月，科尼被召入澳大利亚国家队以备战2010年世界杯外围赛，并在客场0比1不敌伊拉克的比赛中首次代表国家队出场。